# Лигачёво

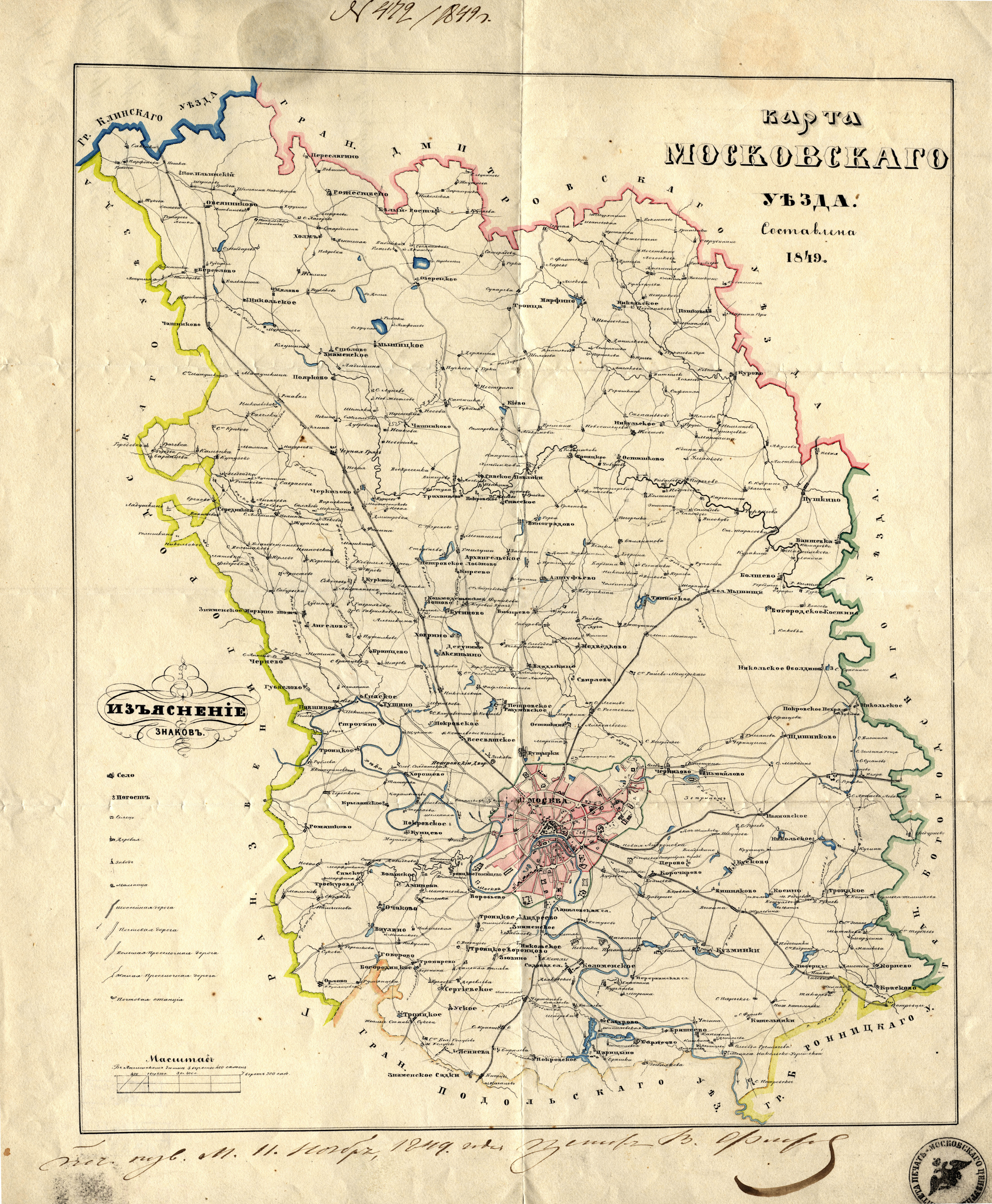
Лигачево (см. верхняя левая часть) на карте Московского уезда, 1849 года.

Лигачёво — деревня в Московской области России. 
Деревня входит в городской округ Химки. 

## География
Деревня Лигачёво расположена в центральной части Московской области, на западе округа, примерно в 15 км к северо-западу от центра города Химки  и в 31 км к юго-востоку от города Солнечногорска, в 13 км от Московской кольцевой автодороги, на левом берегу реки Горетовки бассейна Москвы-реки.
В деревне три улицы — Деревенская, Зеленоградская и Полевая, зарегистрировано дачное партнёрство. Связана прямым автобусным сообщением с городом Химки (платформа Фирсановская). Ближайшие населённые пункты — деревни Лугинино, Подолино, Середниково и посёлок санатория «Мцыри».

## Происхождение названия
Б. Б. Вагнер отмечает, что ойконим, по всей вероятности, происходит от имени-прозвища первопоселенца Лигач (Легач), то есть «лёгкий, проворный, подвижный». По другой версии название может быть искажённым от слова Лихачёво — в этом случае оно происходит от первопоселенца Лихача, то есть «удалого парня, отважного и расторопного».
На 1861 год Середниково стояло в 25 верстах от Москвы, от крюковской станции вёрст семь, а известно оно было под тремя названиями: село, где церковь, называлась Середниково, тут жил причт, барский двор и дом назывался Алешино (в честь Всеволодского), самая же деревня — Лигачево.

## История
Владельческая деревня как и окрестные земли с крестьянами (имение) принадлежали Всеволодским. По смерти Всеволодского имение перешло к Нестерову, а когда он разорился, то продал имение и крестьян графу Салтыкову. Потом они перешли к Малышеву, а от него к 1860-м годам Аркадию Дмитриевичу Столыпину
В «Указателе селений и жителей уездов Московской губернии» К. Нистрема 1852 года — деревня 3-го стана Московского уезда Московской губернии, «Гг. Столыпиных малолетних, крестьян 85 душ мужского пола, 94 женского, 27 дворов, 27 верст от Пресненской заставу, на просёлочной дороге».
В «Списке населённых мест» 1862 года Лигачево (Манихино) — владельческая деревня 3-го стана Московского уезда Московской губернии по левую сторону Николаевской железной дороги (из Москвы), в 27 верстах от губернского города, при речке Горетовке, с 29 дворами и 196 жителями (89 мужчин, 107 женщин).
По данным на 1890 год входила в состав Черкизовской волости Московского уезда, число душ составляло 272 человека.
В 1913 году в деревне 77 дворов, земское училище, земская школа рисования, два фанерно-пильных заведения, столярное заведение, два лесных склада, три чайных лавки и овощная лавка.
По материалам Всесоюзной переписи населения 1926 года — центр Лигачёвского сельсовета Ульяновской волости Московского уезда, проживало 587 жителей (293 мужчины, 294 женщины), насчитывалось 138 хозяйств, среди которых 88 крестьянских, имелась школа.
С 1929 года — населённый пункт в составе Сходненского района Московского округа Московской области. Постановлением ЦИК и СНК от 23 июля 1930 года округа как административно-территориальные единицы были ликвидированы.
1929—1932 гг. — центр Лигачёвского сельсовета Сходненского района.
1932—1939 гг. — центр Лигачёвского сельсовета Солнечногорского района.
1939—1940 гг. — деревня Подолинского сельсовета Солнечногорского района.
1940—1960 гг. — деревня Подолинского сельсовета Химкинского района.
1960—1963 гг. — деревня Подолинского сельсовета Солнечногорского района.
1963—1965 гг. — деревня Подолинского сельсовета Солнечногорского укрупнённого сельского района.
1965—1994 гг. — деревня Подолинского сельсовета Солнечногорского района.
В 1994 году Московской областной думой было утверждено положение о местном самоуправлении в Московской области, сельские советы как административно-территориальные единицы были преобразованы в сельские округа.
В 1994—2004 гг. деревня входила в Подолинский сельский округ Солнечногорского района, в 2005—2019 годах — в Кутузовское сельское поселение Солнечногорского муниципального района, в 2019—2022 годах  — в состав городского округа Солнечногорск, с 1 января 2023 года включена в состав городского округа Химки.

## Население
| 1852 | 1859 | 1890 | 1899 | 1926 | 1998 | 2002 |
| ---- | ---- | ---- | ---- | ---- | ---- | ---- |
| 179  | ↗196 | ↗272 | ↗469 | ↗587 | ↘91  | ↗118 |
| 2010 |      |      |      |      |      |      |
| ↗175 |      |      |      |      |      |      |

## В культуре

### В литературе
- Иван Гаврилович Прыжов, «Из деревни», 1861 года.

### В живописи
В деревне находится дом художника К.Ф. Юона, где он работал с 1908 по 1958 годы. В частности, здесь были написаны картины:
- «Русская зима. Лигачёво», 1947 Третьяковская галерея
- «Конец зимы. Полдень. Лигачёво», 1929 Третьяковская галерея
- «Волшебница-зима», 1912 Государственный Русский музей
- «Мельница. Октябрь. Лигачёво», 1913 Третьяковская галерея
- «Приволье. Водопой (Лигачёво)», 1917 Иркутский областной художественный музей им. В.П.Сукачева
- «Раскрытое окно. Лигачёво», 1947 Третьяковская галерея